# Протек
«Проте́к» — одна из крупнейших российских фармацевтических компаний, работающая во всех основных сегментах фармацевтической отрасли: дистрибуции, аптечной торговле и производстве. Штаб-квартира — в Москве.

## История

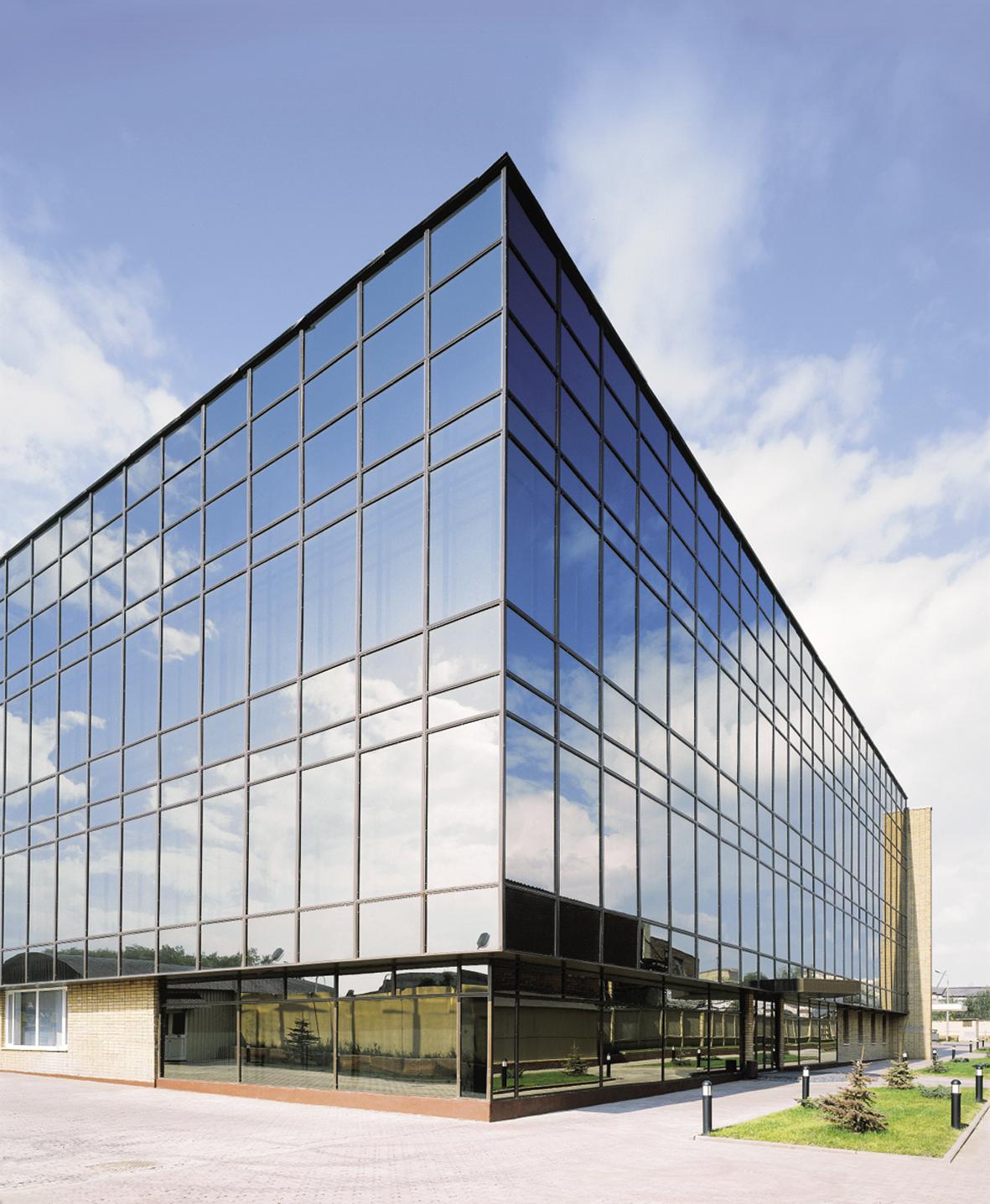
Центральный офис

Компания основана в 1990 году выпускниками МФТИ Вадимом Якуниным и Григором Хачатуровым, занималась торгово-посреднической деятельностью, с 1992 года определяется приоритетное направление деятельности — дистрибуция фармацевтических препаратов. В 1999 году при партнёрстве с компаниями Lek, Alkaloid и Nycomed создана фармацевтическая фирма «Сотекс», занимающаяся упаковкой и фасовкой лекарственных средств. В дальнейшем «Сотекс» станет частью производственного сегмента бизнеса компании. С 2001 года компания осваивает розничный бизнес — открыта первая аптека будущей сети «Ригла». В 2002 году создано ОАО «Протек», ставшее головной компанией и консолидирующее владение долями в дочерних предприятиях.
В 2005 году построен фармацевтический завод «Сотекс» в Сергиево-Посадском районе Московской области мощностью до 100 млн ампул в год. Компания являлась крупнейшим участником государственной программы дополнительного лекарственного обеспечения (ДЛО), в 2006 году поставив льготникам 25 % лекарств от общего объёма программы (первое место среди дистрибьюторов).
В середине августа 2007 года бывший генеральный директор компании Виталий Смердов был арестован по подозрению в даче взятки высокопоставленным сотрудникам Федерального фонда обязательного медицинского страхования России. В марте 2008 года освобождён из-под стражи с подпиской о невыезде под залог. 30 июля 2009 года судом присяжных Виталий Смердов признан виновным в даче взятки по статье 292 Уголовного кодекса.
27 апреля 2010 года компания вышла на IPO, средства, полученные в результате размещения, использованы преимущественно для развития розничного и производственного сегментов.

## Собственники и руководство
Акционеры компании: компания ООО «Протек» (59,2804 % акций компании), председатель совета директоров Вадим Якунин (24,4203 %), ЗАО Фирма ЦВ «Протек» (16,2993 %) венгерская компания Gedeon Richter (5 %). Доля акций в свободном обращении 20 %. Три первые упомянутые компании зарегистрированы на Кипре, их владельцем является сам Вадим Якунин.
- Председатель совета директоров — Вадим Якунин.[9]
- Президент — В. Г. Музяев.[9]

## Деятельность
Основу бизнеса компании составляет оптовая дистрибуция лекарственной продукции. Также компании принадлежит сеть многопрофильных медицинских центров "Атлас" в Москве.
По итогам 2013 года Протек вошли в тройку крупнейших дистрибьюторов по доле на рынке прямых поставок лекарственных средств. Компания являлась крупнейшим участником государственной программы дополнительного лекарственного обеспечения (ДЛО), в 2006 году поставив льготникам 25 % лекарств от общего объёма программы (первое место среди дистрибьюторов).
Компании принадлежат аптечная сеть «Ригла» (на 31 декабря 2024 года — 5518 аптек), включающая четыре формата: фарммаркеты "Ригла", аптеки у дома "Будь здоров!", дискаунтеры "Живика" и формат "Здравсити Аптека"; ЗАО «ФармФирма «Сотекс» (выручка за 2019 год — 11,1 млрд руб) и складские комплексы площадью более 170 тыс. м², расположенные по всей России.
Выручка компании в 2013 году составила 118 млрд руб. (в 2012 — около 125 млрд руб.).
В 2021 году «Протек» вошла в рейтинг журнала Forbes «200 крупнейших частных компаний России» на 32 месте с выручкой 293,8 млрд рублей.

## Нарушения антимонопольного законодательства
В декабре 2012 года Федеральная антимонопольная служба (ФАС) России раскрыла сговор с участием компании ЗАО «Протек». По данным ФАС, в торгах по закупке лекарственных средств для нужд Минздравсоцразвития РФ по государственной программе «7 нозологий» (с совокупной суммой контрактов 3,4 млрд руб.), ЗАО «Протек», совместно с другими фармацевтическими компаниями, манипулировал своими ценовыми предложениями с целью завышения сумм поставки лекарств по госконтрактам.